# Médaille d'or de la Société géographique royale du Canada
La médaille d'or de la Société géographique royale du Canada a été décernée pour la première fois en 1972. Elle a été créée pour souligner la réalisation exceptionnelle d'une ou de plusieurs personnes dans le domaine de la géographie, ou un événement national ou international d'importance[Quoi ?].

## Lauréats
- 1980 : Selma Huxley Barkham, pour avoir « comblé un grand fossé dans notre histoire depuis l’époque de Cartier et Roberval [...] jusqu’à l’arrivée de Champlain au début des années 1600. [...]..La Médaille d'Or est un prix occasionnel, non annuel, destiné à reconnaître un accomplissement particulier d'un ou plusieurs individus dans le domaine général de la géographie, également pour fournir une occasion de temps en temps de reconnaître un événement national ou international significatif. Dans le cas de Selma Barkham, la Société a estimé qu’elle méritait cette reconnaissance dans les deux affaires ». (Canadian Geographic, 100 (#3), 1980, p. 58.)
- 2000 : Bernard Voyer, Montréal (Québec), pour avoir été le premier Canadien à atteindre les trois pôles : le pôle Nord, le pôle Sud et le sommet de l'Everest.
- 2001 : Norman Hallendy, Carp (Ontario), pour ses années de travail assidu pour préserver l'histoire orale des Inuit et consigner le sens de l’inukshuk dans la vie des gens du Nord
- 2002 : Gordon C. Slade, Mount Pearl (Terre-Neuve), pour son esprit d’initiative et son leadership dans le cadre de la restauration et de la préservation du village de pêche historique de Battle Harbour, au Labrador
- 2003 : Roger Tomlinson, Ottawa (Ontario), pour son rôle de chef de file dans la mise au point des systèmes d’information géographique
- 2004 :
  - Jean Lemire, Îles de la Madeleine (Québec), pour son expédition Mission Arctique dans le passage du Nord-Ouest en vue de recueillir des données scientifiques et de capter sur film les répercussions des changements climatiques dans l'Arctique
  - Edryd Shaw, Ottawa (Ontario), pour la mise au point de la technologie de RADARSAT, premier satellite de télédétection du Canada
- 2007 : Communications TerDor, Saint-Lambert (Québec), pour son encyclopédie interactive Le Québec au naturel/The Nature of Québec, guide inédit de connaissances du territoire géographique et culturel du Québec.
- 2009 : Dr. Wade Davis
- 2010 : Alex Trebek et le Canadian International Polar Year National Committee
- 2011 : Sir Christopher Ondaatje et Dr. Jerry Linenger
- 2012 : Dr. Philip Currie
- 2013 : Michael Palin, Robert Bateman, Yvan Desy et Sylvain Lemay de Ressources naturelles Canada
- 2014 : Canada's Astronauts, including Roberta Bondar, David Saint-Jacques, Marc Garneau, Steve MacLean, Dafydd Rhys "Dave" Williams, Robert Thirsk, Jeremy Hansen, Bjarni Tryggvason et la Canadian Space Agency
- 2015 : Jacob Verhoef, Graeme Gibson et Margaret Atwood
- 2016 : Marc R. St-Onge, Paul F. Hoffman, Denis St-Onge et le Geological Survey of Canada
- 2017 : Sir David Attenborough, Gordon Lightfoot et John Turner
- 2018 : Trans Canada Trail, Perry Bellegarde, Clément Chartier, Natan Obed, Ry Moran et Roberta Jamieson
- 2019 : Richard Boudreault, Adrienne Clarkson et Dr. Jane Goodall